# عدد تناسقي

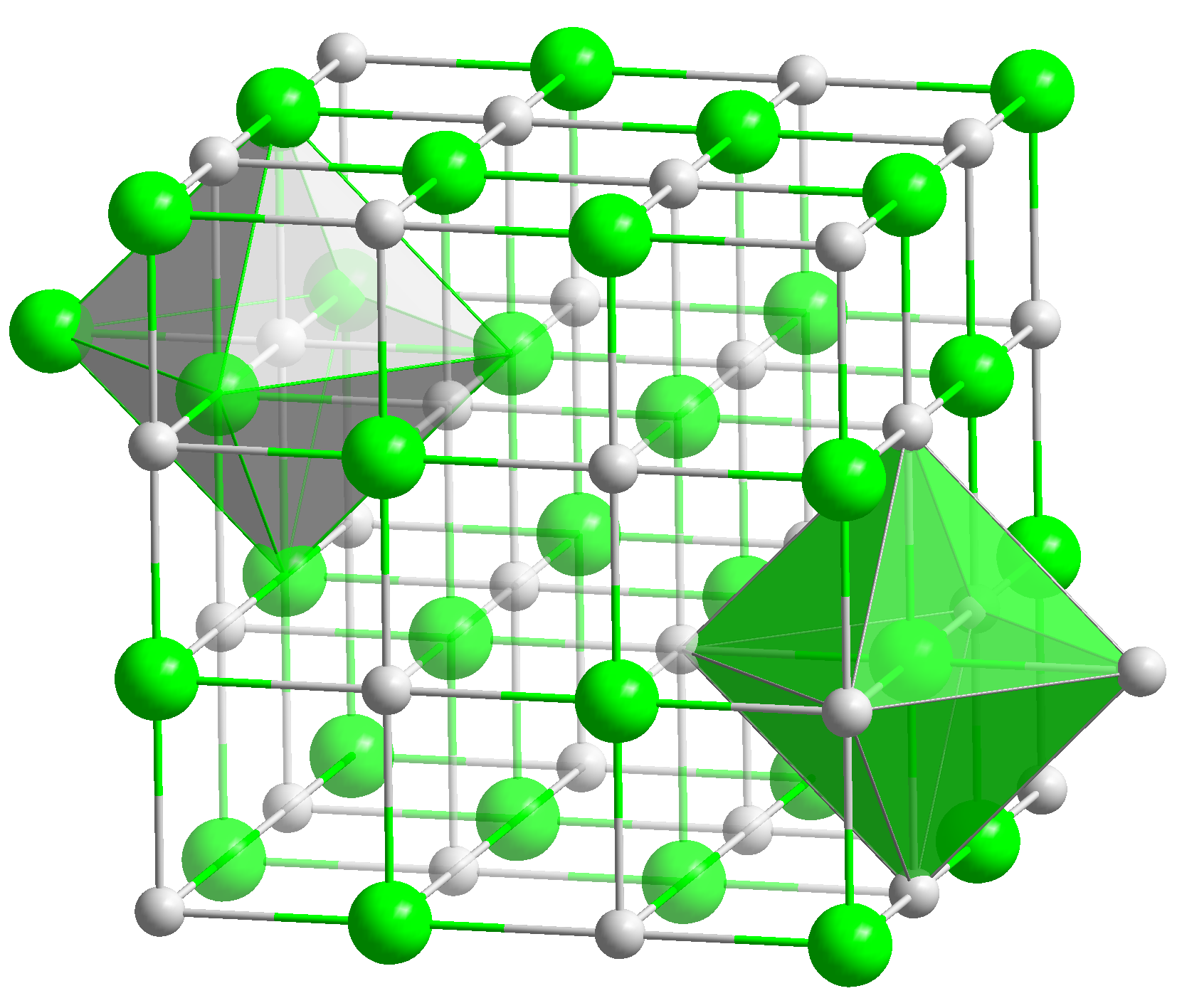
مقطع من بلورة ملح الطعام NaCl لها عدد تناسقي 6 لذرات الصوديوم Na و الكلور Cl

يعبر العدد التناسقي أو العدد التساندي في علم الكيمياء و علم المعادن عن مجموع الذرات المجاورة لذرة مركزية في مركب كيميائي وعدد أزواج الإلكترونات المفردة فيها . فمثلا الميثان يكون الرقم التناسقي للكربون 4 . غير أنه في الكيمياء الغير عضوية يتم احتساب عدد الروابط سيجما بين الربيطات والذرة المركزية فقط، ولا يتم احتساب عدد الروابط باي .ويعتمد العدد التناسقي على القطر الأيوني، فكلما ازداد قطر الأيون يزداد العدد التناسقي والعكس صحيح.العدد التناسقي يساهم في معرفه شكل بلورة المركب الكيميائي، والتركيب البلوري للمعادن.

## شرح
في المثال المذكور في حالة ملح الطعام فهو ذو نظام بلوري مكعب . ونجد أن كل ذرة كلور تحيطها ( وترتبط بها) 6 ذرات من الصوديوم ؛ في نفس الوقت كل ذرة صوديوم تحيط بها مباشرة 6 ذرات كلور.
(أو بالأدق أيونات وليست ذرات، حيث يكون الصوديوم موجب الشحنة والكلور سالب الشحنة)
نجد في معظم الحالات العدد التناسقي 4 و 6 ، ولكن أحيانا نجد أيضا الأعداد التناسقية 2 و 3 و 8 و 12 ؛ وقد تكون أكثر من ذلك في مركبات معقدة. ويعتمد العدد الناسقي على نسبة أقطار الأيونات المختلفة في البلورة ، أو بالتالي يعتمد على خصائص الرابطات بين الأيونات. غالبا يزداد العدد التناسقي بالضغط ، مثلما عندما يتحول الجؤافيت (وعدده التناسقي 3) إلى الماس وعدده التناسقي 4.